# Afram
Afram är ett vattendrag i Ghana. Det ligger i den sydöstra delen av landet, 200 km nordost om huvudstaden Accra.